# Trängregementet (Danmark)
Trängregementet (danska: Trænregimentet) är ett danskt trängförband som verkar sedan 1997.

## Organisation
Regementets underlydande enheter (2019):
- Stab
- 1. Logistikbataljonen
- 2. Logistikbataljonen
- 3. Underhållsbataljonen
- 4. Nationella Stödbataljonen
- Militärpolisen